# Wilhelm Krökel

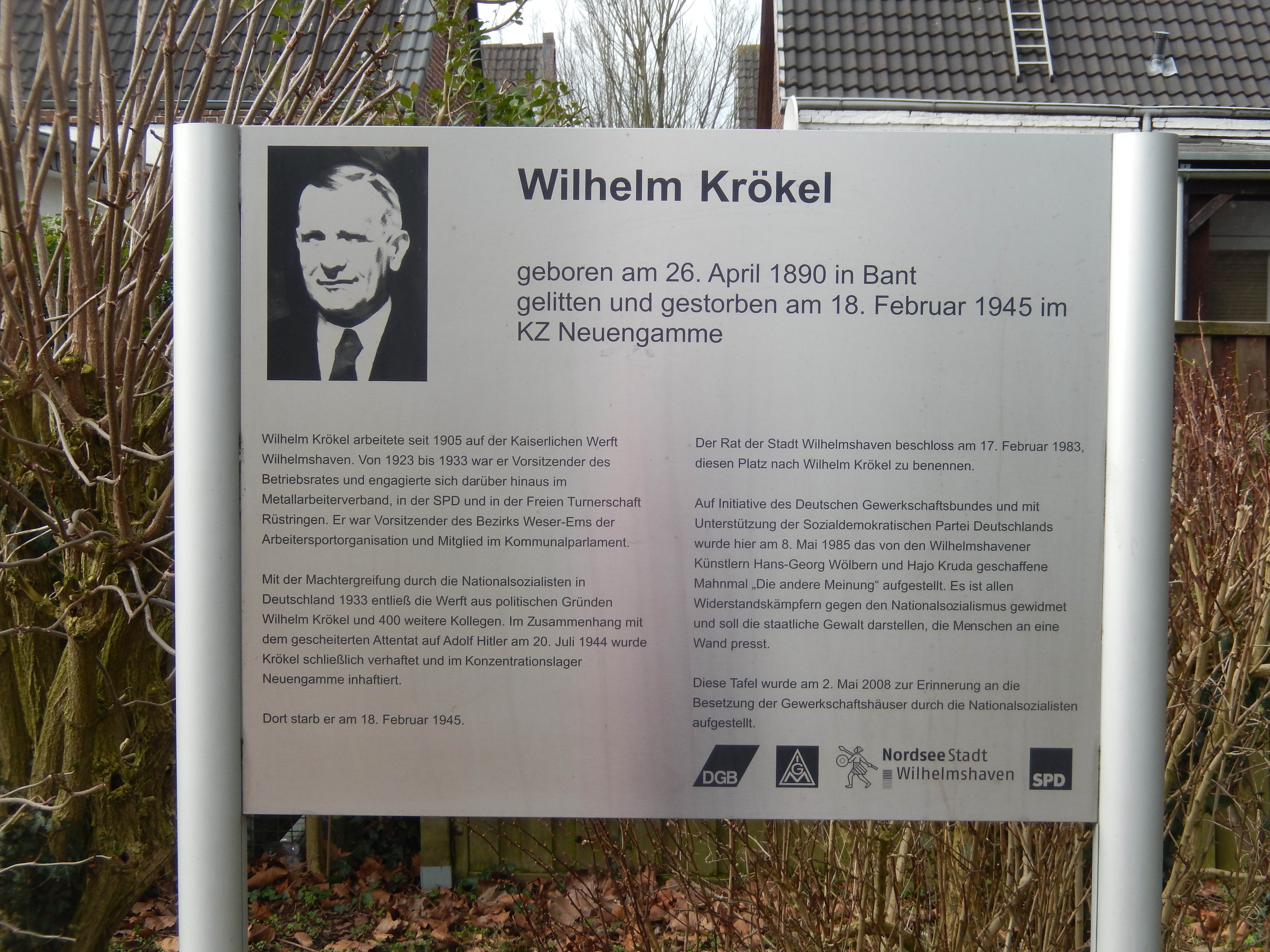
Infotafel zu Wilhelm Krökel in Wilhelmshaven

Wilhelm Krökel (* 26. April 1890 in Wilhelmshaven-Bant; † 18. Februar 1945 im KZ Neuengamme) war ein deutscher Widerstandskämpfer gegen den Nationalsozialismus.

## Leben
Krökel absolvierte nach der Volksschule in den Jahren 1905 bis 1909 eine Berufsausbildung zum Schiffszimmerer auf der Kaiserlichen Werft Wilhelmshaven und war danach dort bis zum Jahr 1933 beschäftigt. Krökel musste aufgrund seiner kriegswichtigen Arbeit nicht am Ersten Weltkrieg teilnehmen. Ab 1911 war er Mitglied des Deutschen Metallarbeiterverbands (DMV) und gehörte dem Vorstand des örtlichen DMV-Verbandes an. Von 1919 bis 1933 war er Betriebsratsvorsitzender. Zudem hatte er den Vorsitz in der Arbeitersportorganisation des Bezirks Weser-Ems. Seit 1909 Mitglied der SPD gehörte er dem Bürgervorstand Bant an. Krökel war ab dem Jahr 1916 verheiratet und wurde Vater zweier Töchter.
Nach der Machtergreifung der Nationalsozialisten wurde er aus politischen Gründen Anfang Mai 1933 mit 400 Kollegen entlassen. Ab 1936 war er bei der Norddeutschen Eisenbau beschäftigt. Krökel gehörte der Widerstandsgruppe um Arthur Grunewald sen. an. Im Rahmen der Aktion Gitter wurde er am 22. August 1944 verhaftet und über ein Arbeitserziehungslager in das KZ Neuengamme eingewiesen, wo er starb.

## Würdigung
Nach Wilhelm Krökel ist ein Platz in Wilhelmshaven benannt.